# Tour du Sénégal 2019
Le Tour du Sénégal 2019 est la 18e édition de cette course cycliste par étapes. Initialement prévu du 21 au 29 avril 2019, il se déroule du 10 au 17 novembre et fut remporté par le Rwandais Didier Munyaneza. L'équipe allemande Embrace the World gagne cinq étapes par trois coureurs ainsi que le classement par points et l'équipe slovaque Dukla Banská Bystrica gagne deux étapes.

## Participants
- 1 équipe continentale :
  -  Équipe cycliste Dukla Banská Bystrica
- équipe de club :
  -  Embrace the World
- équipes nationales :
  -  Bénin
  -  Burkina Faso
  -  République démocratique du Congo
  -  Côte d'Ivoire
  -  Gabon
  -  Gambie
  -  Guinée
  -  Rwanda
  -  Sénégal
  -  Sénégal mixte

## Étapes
| Étape     | Date             | Villes étapes               | Distance (km) | Vainqueur d’étape | Leader du classement général | Maillot vert   | Maillot blanc    |
| --------- | ---------------- | --------------------------- | ------------- | ----------------- | ---------------------------- | -------------- | ---------------- |
| 1re étape | dim. 10 novembre | Kolda › Ziguinchor          | 185           | Thomas Lienert    | Thomas Lienert               | Thomas Lienert | Lukáš Kubiš      |
| 2e étape  | lun. 11 novembre | Ziguinchor › Kolda          | 185           | Ján Andrej Cully  | Didier Munyaneza             | Thomas Lienert | Didier Munyaneza |
| 3e étape  | mer. 13 novembre | Fatick › Nguéniène          | 098           | Hermann Keller    | Didier Munyaneza             | Hermann Keller | Didier Munyaneza |
| 4e étape  | jeu. 14 novembre | Ngaparou › plateau de Diass | 140           | Hermann Keller    | Didier Munyaneza             | Hermann Keller | Didier Munyaneza |
| 5e étape  | ven. 15 novembre | Thiès › Saint Louis         | 182           | Anton Benedix     | Didier Munyaneza             | Hermann Keller | Didier Munyaneza |
| 6e étape  | sam. 16 novembre | Saint Louis › Pire Goureye  | 148           | Ján Andrej Cully  | Didier Munyaneza             | Hermann Keller | Didier Munyaneza |
| 7e étape  | dim. 17 novembre | Dakar › Dakar               | 106           | Thomas Lienert    | Didier Munyaneza             | Hermann Keller | Didier Munyaneza |

## Classements

### Classement général final
| Classement général | Classement général | Classement général | Classement général                | Classement général |
|                    | Coureur            | Pays               | Équipe                            | Temps              |
| ------------------ | ------------------ | ------------------ | --------------------------------- | ------------------ |
| 1er                | Didier Munyaneza   | Rwanda             | '                                 | en 26 h 8 min 3 s  |
| 2e                 | Hermann Keller     | Allemagne          | Embrace the World                 | + 9 s              |
| 3e                 | Marek Čanecký      | Slovaquie          | Dukla Banská Bystrica             | + 51 s             |
| 4e                 | Thomas Lienert     | Allemagne          | Embrace the World                 | + 2 min 51 s       |
| 5e                 | Lukáš Kubiš        | Slovaquie          | Dukla Banská Bystrica             | + 3 min 33 s       |
| 6e                 | Adama Yossi        | Côte d'Ivoire      | Équipe nationale de Côte-d'Ivoire | + 3 min 46 s       |
| 7e                 | Ján Andrej Cully   | Slovaquie          | Dukla Banská Bystrica             | + 4 min 21 s       |
| 8e                 | Eric Manizabayo    | Rwanda             |                                   | + 4 min 41 s       |
| 9e                 | Anton Benedix      | Allemagne          | Embrace the World                 | + 9 min 23 s       |
| 10e                | Peter Clauss       | Allemagne          | Embrace the World                 | + 11 min 7 s       |
| modifier           |                    |                    |                                   |                    |

### Classements annexes finals

#### Classement par points
| Classement par point | Classement par point | Classement par point | Classement par point  | Classement par point |
| -------------------- | -------------------- | -------------------- | --------------------- | -------------------- |
|                      | Coureur              | Pays                 | Équipe                | Point(s)             |
| 1er                  | Hermann Keller       | Allemagne            | Embrace the World     | 177 points           |
| 2e                   | Thomas Lienert       | Allemagne            | Embrace the World     | 157 pts              |
| 3e                   | Marek Čanecký        | Slovaquie            | Dukla Banská Bystrica | 112 pts              |
| modifier             |                      |                      |                       |                      |

#### Classement du meilleur jeune
| Classement général du meilleur jeune | Classement général du meilleur jeune | Classement général du meilleur jeune | Classement général du meilleur jeune | Classement général du meilleur jeune |
|                                      | Coureur                              | Pays                                 | Équipe                               | Temps                                |
| ------------------------------------ | ------------------------------------ | ------------------------------------ | ------------------------------------ | ------------------------------------ |
| 1er                                  | Didier Munyaneza                     | Rwanda                               | '                                    | en 26 h 8 min 3 s                    |
| 2e                                   | Lukáš Kubiš                          | Slovaquie                            | Dukla Banská Bystrica                | + 3 min 33 s                         |
| 3e                                   | Adama Yossi                          | Côte d'Ivoire                        | Équipe nationale de Côte-d'Ivoire    | + 3 min 46 s                         |
| modifier                             |                                      |                                      |                                      |                                      |